# SS Pere Marquette 18
El SS Pere Marquette 18 fue un transbordador ferroviario con casco de acero que prestó servicio en el lago Michigan (principalmente entre los cuatro puertos de Ludington, y Kewaunee, Manitowoc y Milwaukee) desde su construcción en 1902 hasta su hundimiento en 1910.
El 9 de septiembre de 1910, mientras se dirigía de Ludington a Milwaukee con 62 pasajeros y tripulación y 29 vagones llenos de mercancías generales y carbón, el Pere Marquette 18 comenzó a hacer agua en grandes cantidades. Se encendieron las bombas, pero todos los intentos por salvarla fueron inútiles y se hundió frente a la costa de Sheboygan, Wisconsin. Su compañero de flota, el Pere Marquette 17, se encontraba cerca y logró salvar a 35 de sus pasajeros y tripulantes. Veintisiete personas a bordo del Pere Marquette 18 murieron, mientras que el Pere Marquette 17 perdió a dos de sus tripulantes durante el rescate. Como ninguno de sus oficiales sobrevivió para relatar lo sucedido, la verdadera causa de la inundación del Pere Marquette 18 sigue siendo un misterio.
Los restos del Pere Marquette 18 fueron descubiertos en julio de 2020 en unos 150 m de agua a unos 40 km al este de Sheboygan por un equipo de búsqueda de pecios de Minnesota.

## Hundimiento
El 8 de septiembre de 1910 a las 23:30, Pere Marquette 18 salió de Ludington, Míchigan, bajo el mando del capitán Peter Kilty con 62 pasajeros y tripulación (incluido el capitán Kilty) y 29 vagones llenos de carbón y mercancías diversas a bordo. Alrededor de las 3:00 a. m. (algunas fuentes afirman que son las 4:30 a. m.) del 9 de septiembre, mientras estaba a medio camino del lago Míchigan, el timonel del Pere Marquette 18 comenzó a quejarse de que no estaba funcionando correctamente. Aproximadamente al mismo tiempo, un engrasador que fue a engrasar los cojinetes del eje de la hélice informó al puente que había aproximadamente 7 pies (2,1 m) de agua en su popa. La ubicación de la inundación inicial fue debajo del "parpadeo" (habitaciones de la tripulación). 
El capitán Kilty ordenó que se encendieran las bombas, pero no pudieron mantenerla libre de agua. Finalmente, su popa se había hundido tanto que el agua empezó a filtrarse por las portillas. El Capitán Kilty finalmente ordenó que se modificara el rumbo a Sheboygan, Wisconsin, y que se desecharan 9 (algunas fuentes afirman 4 o 13) vagones.
Alrededor de las 5:00 a. m., por orden del capitán Kilty, el sobrecargo y operador inalámbrico Stephen F. Sczepanek (o Sczepanck) envió el CQD: "El ferry número 18 se hunde - ¡ayuda!, que se repitió continuamente durante casi una hora. El operador de radio del barco hermano de Pere Marquette 18, Pere Marquette 17 , atendió la llamada y se dirigió a rescatarla. Pere Marquette 17 finalmente alcanzó alPere Marquette 18 y se acercó a ella. Intenta salvar a las personas a bordo. Sin embargo, aproximadamente a las 7:30 a. m., el Pere Marquette 18 se hundió repentinamente por la popa, con la proa elevándose en el aire. Mientras se hundía, la presión del aire que se acumulaba en su casco la causó. explotar, lo que probablemente mató a varias personas a bordo.
En el Pere Marquette 18 murieron 27 personas. El Pere Marquette 17 también perdió a dos tripulantes, cuando el bote salvavidas en el que se encontraban se estrelló contra su casco. Además de Pere Marquette 17 , también llegaron al lugar el ferry Pere Marquette 20 y el remolcador AAC Tessley , que remolcaba al equipo de salvamento.

## Posible causa del hundimiento
Se desconoce la causa del hundimiento del Pere Marquette 18. En el momento de su hundimiento, se especuló que durante su tiempo como barco de recreo, los capitanes de alquiler la trataron con rudeza. Se dijo que había sufrido daños en varios atraques bruscos; También se dice que chocó contra varios pilotes y, debido a la necesidad de realizar excursiones, no fueron atendidos. Se especuló que estos incidentes aflojaron varias placas de acero por encima de la línea de flotación y, como Pere Marquette 18 viajaba mucho más bajo en el agua con vagones que con pasajeros, las placas del casco aflojadas habrían estado bajo el agua durante su último viaje.
Se rumoreaba que había dos polizones a bordo, que pudieron haber contribuido al hundimiento al no asegurar sus ojos de buey. También se sugirió que durante la conversión del Pere Marquette 18 a un transbordador (también llamado ferry), una de sus tomas de mar se dejó abierta accidentalmente, lo que provocó una inundación de agua. También se sugirió una fuga en el eje de la hélice

## Consecuencias
La inscripción de Pere Marquette 18 se depositó el 15 de septiembre de 1910 en Grand Haven. Después de su naufragio, fue valorado en 400.000 dólares y su cargamento entre 100.000 y 150.000 dólares. La decisión del Capitán Kilty de intentar salvar al Pere Marquette 18 en lugar de abandonarla cuando tuvo la oportunidad fue criticada. Una revisión de inspectores publicada en Marine Review se dirigió específicamente a Kilty al decir que:

Pensamos que sus esfuerzos se dirigieron más a salvar el barco que a salvar las vidas a bordo de su barco.

El Ferrocarril Pere Marquette sustituyó al Pere Marquette 18 por un nuevo buque que entró en servicio en enero de 1911, también llamado Pere Marquette 18.
En 1977, se erigió un monumento en Ludington para conmemorar la pérdida del Pere Marquette 18. El marcador dice:

Al menos veintinueve personas murieron cuando este barco se hundió en el lago Michigan a veinte millas de la costa de Wisconsin el 9 de septiembre de 1910. Uno de los miembros de la flota de transbordadores de Ludington, el SS Pere Marquette 18 de 350 pies , viajaba desde este puerto a Wisconsin. Aproximadamente a mitad del lago, un tripulante descubrió que el barco estaba absorbiendo grandes cantidades de agua. El capitán puso rumbo directo a Wisconsin y envió una señal de socorro por radio. Él y la tripulación lucharon durante cuatro horas para salvar el barco, pero éste se hundió repentinamente. Todos los oficiales y muchos miembros de la tripulación y los pasajeros murieron, entre ellos el primer operador inalámbrico que murió en servicio activo en los Grandes Lagos. El SS Pere Marquette 17, ayudado por otros barcos que también escucharon el mensaje inalámbrico de ayuda, rescató a más de treinta supervivientes pero perdió a dos de su propia tripulación. La causa exacta de este desastre sigue siendo un misterio.

El marcador está ubicado en 43°57′23.8″N 86°27′34.7″O / 43.956611, -86.459639.

## Pecio

### Descubrimiento
El 23 de julio de 2020, los cazadores de pecios Jerry Eliason de Cloquet y Ken Merryman de Fridley, ambas localidades de Minnesota, buscaban a Pere Marquette 18 utilizando un sonar de barrido lateral y un relato archivado del Guardia Costera de Estados Unidos. Finalmente localizaron una anomalía en medio del lago Michigan, aproximadamente 10 horas después de su búsqueda. Inicialmente, Eliason y Merryman estaban confundidos acerca de la naturaleza del objetivo, creyendo que era un banco de peces. Al día siguiente, Eliason y Merryman regresaron a la anomalía y dejaron caer una cámara conectada a un cable de 300 m (1000 pies), descubriendo la proa de un barco sobre el fondo del lago; confirmaron que el pecio era el del Pere Marquette 18 basándose en una comparación de los pescantes del pecio y los pescantes del Pere Marquette 18 en fotografías históricas.
Debido al mal tiempo, Eliason y Merryman tardaron tres semanas en regresar a los restos del naufragio para poder capturar imágenes del mismo.
El descubrimiento del Pere Marquette 18 se hizo público en septiembre de 2020.

### Hoy
El pecio del Pere Marquette 18 se encuentran a unos 500 pies (150 m) de agua a unas 25 millas (40 km) de Sheboygan, Wisconsin. Su popa está completamente enterrada en barro, con su proa elevándose de 70 (21 m) a 100 pies (30 m) del fondo del lago en un ángulo de 30 ° a 40°. Sus cubiertas se han derrumbado y su cabina del piloto, que se rompió y giró cuando se hundió, yace en su popa. También es visible uno de sus vagones. Un campo de escombros rodea sus restos. Su pecio está completamente cubierto de mejillones cebra invasores. Como su popa está completamente enterrada en el barro, es poco probable que alguna vez se sepa la causa de su hundimiento.
Hasta su descubrimiento, el Pere Marquette 18 era el pecio más grande no descubierto en el lago Michigan.